# Cemetary
Cemetary — шведський готик- / дез-дум-метал-гурт, заснований у 1989 році. 

## Історія
Заснований вокалістом та гітаристом Маттіасом Лодмальмом у 1989 році разом із Juha Sievers (барабани), Zrinko Culjak (бас-гітара) та Christian Saarinen (гітара).
У квітні 1991 гурт записав перше демо Incarnation Of Morbidity, а через пів року друге — Articulus Mortis, завдяки чому отримав контракт з лейблом Black Mark Production.
Записавши демо для лейблу під назвою Where the Rivers of Madness Stream / The Funeral, у червні 1992 року виходить перший повноформатний альбом An Evil Shade Of Grey. 
Перед випуском другого альбому Godless Beauty (1993), з гурту йде гітарист Christian Saarinen, а його заміняє Anton Hedberg. Продюсером випущених альбомів був Tomas Skogsberg, який у свій час працював з гуртами Morbid, Entombed, Therion, At The Gates, Tiamat, Darkthrone, Amorphis та багатьма іншими. 
Обидва альбоми були записані у традиційному дез-метал стилі, після чого відбулися серйозні зміни у складі, оскільки Маттіас Лодмальм вирішив, що гра в цьому стилі — занадно нудне заняття. Власне, нікому не сподобалась його думка і у гурті залишився лише він один, а тому розпочав пошуки нових музикантів, які б підтримали розвиток у напрямку готик- та дум-металу. Замість звільнених учасників позиції басиста, барабанщика та гітариста зайняли Thomas Josefsson, Markus Nordberg та Anders Iwers.
У такому вигляді гурт проіснував ще чотири роки і записав три альбоми. У 1994 році у продажі з'явився альбом Black Vanity, який повністю підтверджував відхід гурту від свого коріння і гри дез-металу, і перехід до готик- та дум-металу.
Шанувальники поставилася до змін позитивно, а гурт зайнявся подальшою еволюцією звуку, і у наступному альбомі Sundown (1996) робить ще один крок вперед. До цього моменту Cemetary часто порівнювали з Paradise Lost, але відтепер будь-яке порівняння з будь-яким колективом Лодмальм вважає особистою образою. І справді, музика побудована на мелодійних лініях і металеві рифи тут грають лише допоміжну роль.
Тяжкість музики повернулася у фактично сольній роботі Лодмальма в  альбомі Last Confessions (1997), стиль якого можна було коротко охарактеризувати як готик-метал.
Після цього Лодмальм вирішив спробувати себе в новому амплуа. Anders Iwers перейшов у Tiamat, де у  1991 році грав у турне як сесійний гітарист. Лодмальм зібрав новий гурт, назвавши його за передостаннім альбомом — Sundown. До складу нового проєкту також увійшов екс-басист Tiamat Johnny Hagel.
Лейбл Black Mark Production на виконання його контрактних зобов'язань у 1998 році випустили збірку Sweetest Tragedies. Лодмальм із гуртом Sundown записав пару альбомів для Century Media, але, не досягнувши бажаного результату, покидає проєкт.
Провівши деякі кадрові зміни, вирішує реформувати свій старий колектив, але з дещо зміненою назовою — Cemetary 1213. Крім Лодмальма до складу увійшли вокаліст та гітарист Маnne Engstrom, барабанщик Chris Silver та басист Vesa К.
Під цією назвою виходить лише один альбом The Beast Divine (2000) від Century Media. І хоча матеріал був заслабкий, Матіас нарікав за невдачу на недбалість лейбла і, образившись на всіх, взагалі вирішив зав'язати з металом. У травні 2005 року Матіас Лодмальм опублікував повідомлення на веб-сайті гурту, в якому оголосив, що назавжди залишає сцену через незадоволення людьми, з якими працює. Його новим захопленням стала електроніка, і музикант почав творити у цьому напрямі під назвою Spektra.
Попопрацювавши деякий час з синтезаторами, Лодмальм все ж вирішує повернутися до Cemetary і до 2005 року підготував альбом Phantasma. Як з'ясувалося, електронні експерименти не пройшли даремно, і робота мала помітний вплив індастріалу.
Лодмальм розпочав роботу над продовженням альбому, але, не знайшовши в оточуючих розуміння, 26 травня 2005 року вдруге оголосив про розрив із металом на своєму колишньому веб-сайті. Однак на ньому час від часу все ще завантажувався новий матеріал.
Лодмальм знову реформував Cemetary у 2021 році після розпуску свого проєкту Crypt Creeper.

## Склад гурту
- Matthias Lodmalm — вокал, клавішні, гітара (1989-2005)
- Christian Saarinen — гітара (1989—1992) (Lake of Tears)
- Anton Hedberg — гітара  (1992—1993)
- Anders Iwers — гітара  (1994—1997)  (Tiamat, Dark Tranquillity)
- Zrinko Culjak — бас-гитара (1989—1993)
- Thomas Josefsson — бас-гітара  (1994—1997)
- Морган Гредекер — барабани  (1989) (Beseech)
- Juha Sievers — барабани  (1989—1993)
- Markus Nordberg— барабани (1994—1997)

## Дискографія
- Incarnation of Morbidity (демо) (1990)
- In Articulus Mortis (демо) (1991)
- An Evil Shade of Grey (1992)
- Godless Beauty (1993)
- Black Vanity (1994)
- Sundown (1996)
- Last Confessions (1997)
- Sweetest Tragedies (1999) (збірка)
- The Beast Divine (2000)
- Phantasma (2005)